# Jeanne Großvogel
Jeanne Großvogel (geboren als Johanna Ferdinanda Pesant, * 16. September 1901 in Bevere, Oudenaarde; † 6. Juli 1944 in Berlin-Plötzensee) war eine belgische Résistance-Kämpferin und eine der Organisatoren der Roten Kapelle in Belgien und Frankreich.

## Leben
Jeanne Pesant wurde im belgischen Oudenaarde geboren.
Sie heiratete Robertus Schouls, die Ehe wurde jedoch geschieden. In Ostende leitete Pesant die Zweigstelle von „Le Roi du Caoutchouc“, einer Handelsfirma für Regenmäntel und lernte darüber Leon Großvogel kennen. Sie heiraten im Mai 1938.
Im April 1939 verkaufte Jeanne Großvogel ihre Firmenanteile an Michail Makarow, der für den sowjetischen militärischen Nachrichtendienst tätig war. Zusammen mit ihrem Ehemann galt sie als ein wichtiges Mitglied der „Roten Kapelle“, einem Sammelbegriff der Gestapo für verschiedene Widerstandskreise.
Am 22. Oktober 1942 brachte Jeanne Großvogel eine Tochter zur Welt. Etwa einen Monat später wurde sie am 25. November in Brüssel festgenommen und im Gefängnis Saint-Gilles inhaftiert. Anschließend kam Großvogel nach Fort Breendonk, wo sie gefoltert wurde. Im März 1943 erging das Todesurteil gegen Jeanne Großvogel. Zusammen mit anderen Frauen im Umfeld der Roten Kapelle in Belgien und Frankreich kam sie im April 1943 in das Gefängnis Berlin-Moabit. Am 6. Juli 1944 wurde sie in Berlin-Plötzensee hingerichtet.

## Filme
- russische Fernsehserie Krasnaja kapella (Krasnaja kapella bei IMDb)
- deutsche Fernsehserie Die rote Kapelle